# Chaetopteryx schmidi
Chaetopteryx schmidi är en nattsländeart som beskrevs av Lazar Botosaneanu 1957. Chaetopteryx schmidi ingår i släktet Chaetopteryx och familjen husmasknattsländor.

## Underarter
Arten delas in i följande underarter:
- C. s. noricum
- C. s. mecsekensis